# Маурер, Георг Людвиг фон

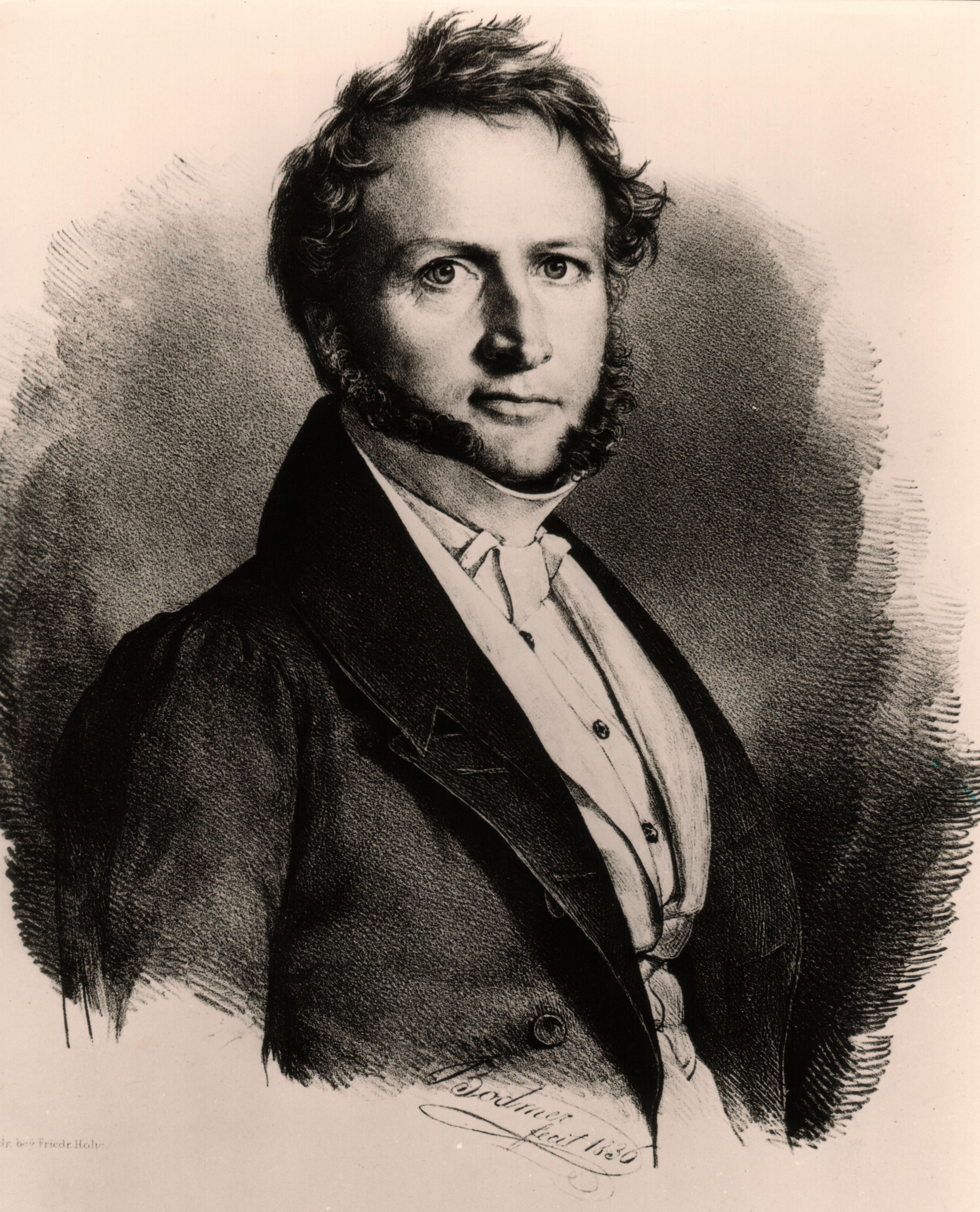
Георг Людвиг фон Маурер в 1836 году. Литография Готлиба Бодмера

Георг Людвиг фон Маурер (нем. Georg Ludwig von Maurer; 2 ноября 1790, Эрпольцхайм — 9 мая 1872, Мюнхен) — немецкий государственный деятель, правовед, историк, педагог, профессор права в Мюнхенском университете (с 1826). Премьер-министр и глава министерств иностранных дел и юстиции Королевства Бавария (1847).

## Биография
Родился в семье протестантского пастора. Окончил юридический факультет Гейдельбергского университета. В 1812 отправился в Париж, где продолжил систематическое изучение правовых институтов древних германцев.
Вернувшись на родину в 1814 году, получил назначение в баварское правительство, позже занимал высшие посты в судебном ведомстве Баварии. В 1824 году опубликовал в Гейдельберге работу «Geschichte des altgermanischen und namentlich altbairischen oeffentlich-muendlichen Gerichtsverfahrens», получившую первый приз Баварской академии наук. В 1826 году стал профессором в университете Мюнхена.
В 1829 вернулся в политику. Уже в 1831 году был избран пожизненным членом рейхсрата Баварии (двухпалатного парламента) и пожалован личным дворянским титулом «фон Маурер».
Вскоре после этого ему был предложен важный государственный пост. В 1832 году, после избрания Оттона, сына короля Людвига I Баварского (из дома Виттельсбахов) на престол Греции, Маурер был назначен одним из трех регентов и до его совершеннолетия в 1835 году в составе совета регентов управлял Грецией.
На этом посту активно занимался созданием правовых институтов, адаптированных к требованиям современного цивилизованного сообщества. Маурер был самым талантливым, энергичным, либерально настроенным членом регентского совета, и именно из-за его просвещенных усилий, Греция, получила усовершенствованный Уголовный кодекс, регулярные трибуналы и улучшенную систему гражданского судопроизводства.
В 1847 году он занял посты министра иностранных дел и юстиции Королевства Бавария, став фактическим главой правительства, но был смещён в том же году. После отставки, вызванной конфликтом с придворными кругами, постепенно отошёл от активной политической деятельности, оставаясь до конца жизни членом баварского государственного совета.
Умер в Мюнхене 9 мая 1872 года.
Его сын — немецкий историк Конрад фон Маурер (1823—1902).

## Научная деятельность
Георг Людвиг фон Маурер — создатель марковой теории. Автор ценных работ по истории аграрных отношений и общины в Германии. Значение трудов Маурера состояло в том, что он отошёл от распространенной в буржуазной историографии теории об исконности частной собственности на землю и на основе документов доказал, что у германцев в древности господствовала общественная собственность на землю и коллективная её обработка. Собранные им доказательства существования общины — марки послужили материалом для обоснования Карлом Марксом и Ф. Энгельсом их воззрений на первобытно-общинный строй.
К. Маркс и Ф. Энгельс тщательно изучали труды Маурера, усматривая их значение не только в огромном материале по истории общинного строя, но и в доказательстве положений о господстве у германцев на заре исторического развития общинных организаций, о коллективной собственности на землю как исходном пункте развития аграрных отношений у древних германцев, об отличии древнего общинного строя от государства.
Маркс писал, что книги Маурера «имеют огромное значение». К. Маркс подчеркивал, что его предположение о повсеместном распространении общественной собственности на заре человеческой истории подтверждается в книгах Маурера.

## Избранные работы
- Geschichte des altgermanischen, namentlich altbayrischen öffentlich-mündlichen Gerichtsverfahrens. Heidelberg 1824
- Das griechische Volk, in öffentlicher, kirchlicher und privatrechtlicher Beziehung vor und nach dem Freiheitskampfe bis zum 31. Juli 1834. 3 Bd. Heidelberg 1835
- Einleitung zur Geschichte der Mark-, Hof-, Dorf- und Stadt-Verfaßung und der öffentlichen Gewalt. München: Kaiser 1854
- Geschichte der Markenverfassung in Deutschland. Erlangen 1856
- Geschichte der Fronhöfe, der Bauernhöfe und der Hofverfassung in Deutschland. 4. Bd. Erlangen 1862-63
- Geschichte der Dorfverfassung in Deutschland. 2. Bd. Erlangen 1865-66
- Geschichte der Städteverfassung in Deutschland. 4. Bd. Erlangen 1869-71
- Маурер Г.Л. Введение в историю общинного, подворного, сельского и городского устройства и общественной власти / Соч. Георга Людвига Мауера [! Маурера], члена Акад. наук, Королев. о-ва в Геттингене, ученых о-в в Афинах, Яссах, Дармштадте, Вецларе и проч. / Пер. с нем. подлинника В. Корша. М.: К.Т. Солдатёнков, 1880. – [2], IV, 358, II с.
- Маурер Г.Л. Введение в историю общинного, подворного, сельского и городского устройства и общественной власти = Einleitung zur Geschichte der Markt-, Hof-, Dorf-, und Stadtverfassung und der öffentlichen Gewalt / Пер. с нем. В.Ф. Корша. Изд. 2-е. Москва: URSS : ЛИБРОКОМ, 2010. – 357 с.